# Тектандер фон дер Ябель, Георг
Георг (Иржи) Тектандер фон дер Ябель (нем. Georg Tectander von der Jabel; около 1581 — ум. 1614) — участник посольства Стефана Какаша, отправленного императором Рудольфом II в Персию (1602).
Посольство отправилось из Праги, столицы Рудольфа II, 27 августа 1602 г. для подтверждения предварительной договорённости о союзе между европейскими державами и Персией в борьбе против Османской империи. На Тектандера были, по-видимому, возложены обязанности его секретаря. Однако через год после начала путешествия, уже на территории Персии, в Ленкорани, руководитель посольства Какаш умер. Перед смертью он оставил своему помощнику Тектандеру письменное распоряжение довести миссию до конца.
Практически в одиночку Тектандер добрался до Тебриза к 15 ноября 1603 г. — город всего неделей раньше был отбит персами у турок. После встречи с шахом Аббасом I Тектандер тронулся в обратный путь и прибыл в Москву одновременно с посольством Рудольфа II к Борису Годунову во главе с Генрихом фон Логау. Это посольство выехало из Москвы домой 24 августа 1604 г., и Тектандер отправился вместе с ним. На исходе года они прибыли в Прагу. 8 января 1605 г. Тектандер представил императору отчёт о путешествии.
Именно этот отчёт, по-видимому, и был напечатан Тектандером в 1609 г. в Майсене под названием «Iter persicum. Краткое, но обстоятельное и правдивое описание путешествия в Персию, предпринятого в 1602 г. от Рождества Христова по всемилостивейшему приказанию <Его> Римского Императорского Величества благородным и доблестным господином Стефаном Какашем из Залонкемени, дворянином Семиградским; по кончине же его в пути, в Ланцене, в Мидии, продолженного и до конца свершенного его спутником Георгом Тектандером фон дер Ябель. С точным перечнем всего достопримечательного, встретившегося им и приключившегося с ними, как во время путешествия в Польше, Литве, России, Московии, Тартарии, Казани и Астрахани и на Каспийском море, так и в Персии и Армении и других областях Азии и Европы» (нем. «Iter persicum. Kuertze doch auszfuehrliche und warhafftige Beschreibung der Persianischen Reise: Welche auff der Rom: Kay: May: allergnedig. Befeleh im Iahr Christi 1602. Von dem Edlen und gestrengen Herren Stephano Kakasch von Zalonkemeny vornehmen Siebenbuergischen vom Adel angefangen: Und alsz derselbig unter wegen zu Lantzen in Medier Land todes verschieden: von seinem Reiszbefeherten Georgio Tectandro von der Iabel vollends continuiret und verrichtet worden. Beyneben fleissigen verzeichnisz aller gedenckwuerdigen Sachen, welche ihnen so wol unter wegen in Polen Littaw Reussen Moscaw Tartarey, Cassaner und Astarcaner Land, und auff dem Caspischen Meer: Alsz auch in Persien und Armenien auch andern Provintzen Asiae und Europae hin and wieder begegnet und zugestanden»).
Поскольку к XIX веку это издание (равно как и практически идентичное переиздание следующего года) стало библиографической редкостью, оно было републиковано в 1819 г. Йозефом фон Хормайром в журнале «Archiv für Geographie, Historie, Staats- und Kriegskunst». В 1877 г. книга Тектандера была переведена на французский язык Шарлем Шефером и напечатана в Париже с приложением найденных Шефером в венских архивах писем Стефана Какаша. В 1896 г. перевод на русский язык книги Тектандера (по немецкому оригиналу) и писем Какаша (по французскому переводу, ввиду недосягаемости венских рукописей) был осуществлён Алексеем Станкевичем.